# Plesiosauria
Plesiosauria é uma ordem de répteis marinhos fósseis do clado Sauropterygia. O grupo surgiu no Jurássico Inferior e subsistiu durante todo o Mesozoico até ao desaparecimento na extinção K-T no Cretáceo. Apesar de serem répteis gigantes e carnívoros do Mesozoico, os plesiossauros não estavam relacionados com os dinossauros, que formavam um grupo à parte.[carece de fontes?] Dois tipos ecológicos de Plesiosauria podem ser distinguidos, o primeiro é composto por animais de pescoço longo e cabeça pequena, enquanto, o segundo continha animais de pescoço curto e cabeça alongada, sendo que os primeiros se extinguiram somente no evento K-T e o segundo grupo se tornou extinto junto com os ictiossauros durante o Cretáceo Médio, portanto antes do evento K-T. Ambas possuíam o tronco rígido e pesado, membros que funcionavam como remos e as narinas localizadas no alto da cabeça, imediatamente em frente aos olhos. A hiperfalangia aumentava o tamanho dos remos e alguns espécimens apresentavam até 17 falanges por dígito.[carece de fontes?] Junto com os mosassauros, os plesiossauros estavam no topo da cadeia alimentar dos oceanos, tornando se extintos na extinção K-T, quando houve uma abrupta diminuição da quantidade de fitoplâncton nos oceanos provavelmente devido as nuvens de poeira e terra na atmosfera, que taparam a luz solar, ocasionadas pelo impacto de um asteróide no planeta, como também o aumento da acidez e da temperatura dos oceanos que afetou gravemente os ecossistemas marinhos.[carece de fontes?] Os animais na coluna de água são quase inteiramente dependentes de produção primária de fitoplancton vivo, enquanto que os animais que vivem no fundo oceânico se alimentam de detritos ou podem mudar para uma alimentação à base de detritos, sendo estes os que sobreviveram a extinção.[carece de fontes?] Além dos répteis marinhos, moluscos belemnites e amonites haviam se extinguido na extinção K-T, sendo provável que estes animais eram presas de muitas espécies de plesiossauros.[carece de fontes?] O plessiossauros também muito confundido ou chamado de monstro do lago ness, por causa de sua aparencia que seria igual a do dinossauro seu pescoço, nadadeiras e etc.[carece de fontes?]
Os plesiossauros incrementaram as adaptações para a vida aquática, surgidas com os notossauros, dos quais talvez se originaram, mas as relações filogenéticas seriam problemáticas.

## Descoberta
O Plesiossauro (espécie que deu o nome ao grupo) foi um dos primeiros fósseis a ser descoberto e gerou grande interesse na Era vitoriana. Foi chamando de "quase-lagarto" por William Conybeare para dizer que se parecia mais com um réptil do que o ictiossauro, que tinha sido descoberto na mesma camada de rochas uns anos antes.
O focinho era curto mas a boca era capaz de abrir muito e as mandíbulas tinham dentes cónicos muito parecidos com os dos actuais gaviais. O pescoço era longo e delgado, mas parece ter sido rígido, devido às suas vértebras de fundo liso, o que impossibilita ter tido o "pescoço de cisne", como em muitas representações antigas. As vértebras restantes também são de fundo liso e firmemente unidas e não apresentam osso sacro.
O plesiossauro alimentava-se essencialmente de belemnites e peixes. As suas mandíbulas e dentição assemelham-se a uma armadilha para peixes. Deslocava-se graças às barbatanas, sendo a cauda curta demais para ter algum uso. A cabeça deve ter sido usada como leme para fazer curvas em perseguições.
Em Portugal conhece-se apenas uma espécie: Lusonectes sauvagei do Jurássico Inferior de Alhadas.

## Taxonomia
A classificação dos plesiossauros tem variado ao longo do tempo; esta classificação representa a versão atual.
- Superordem Sauropterygia
  - 'Ordem Plesiosauria'
    - Subordem Pliosauroidea

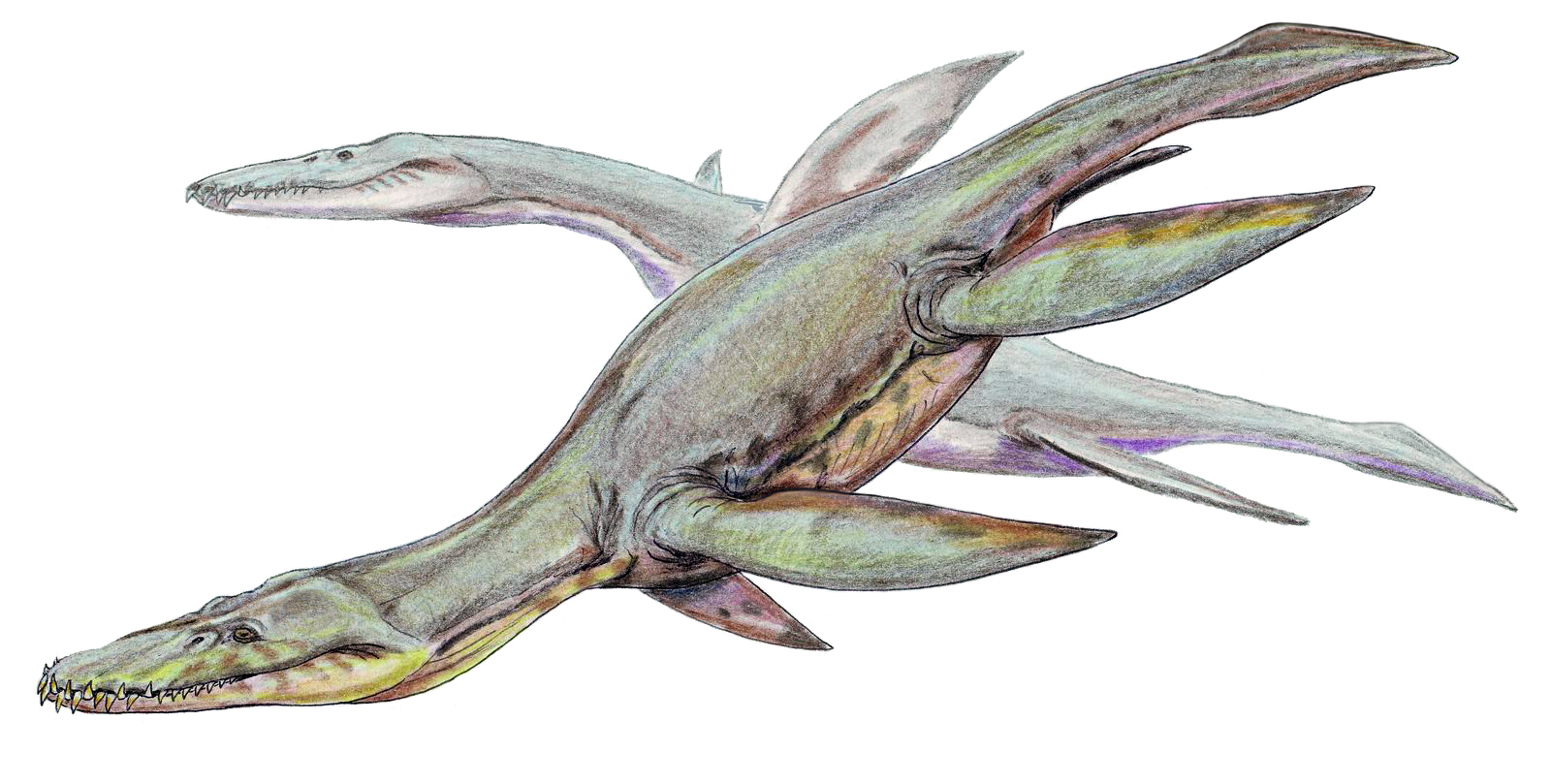
Simolestes

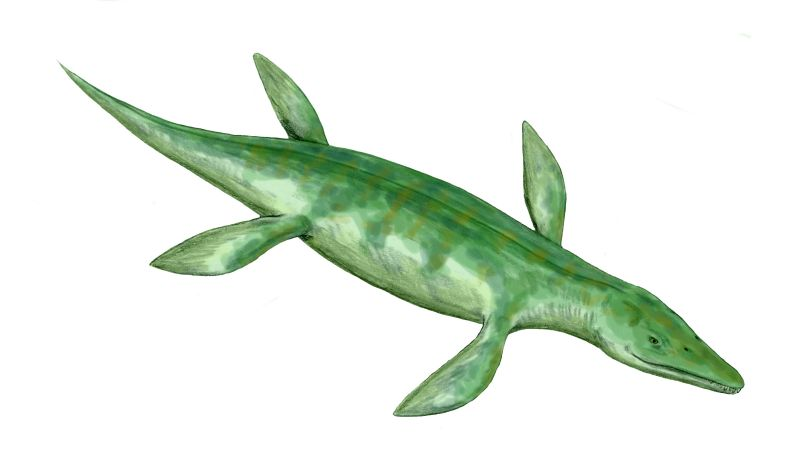
Kronosaurus

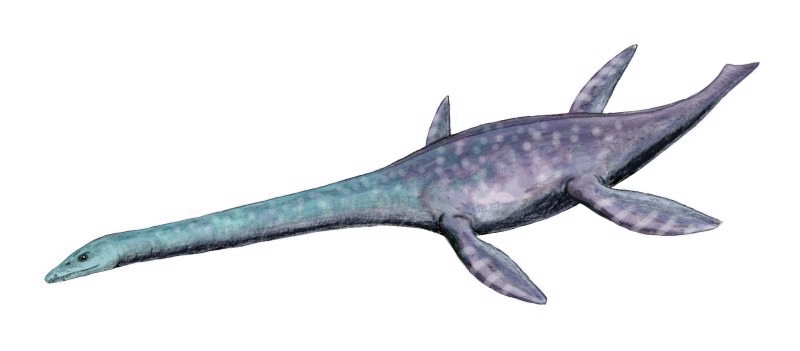
Attenborosaurus

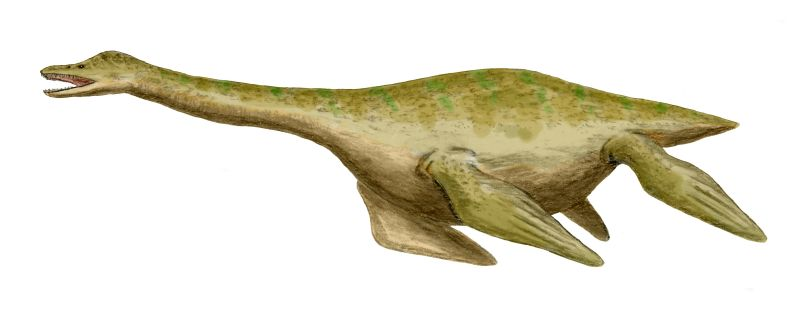
Cryptocleidus

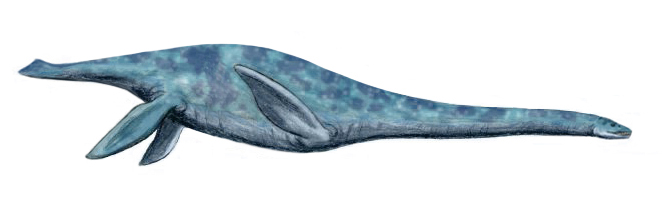
Muraenosaurus

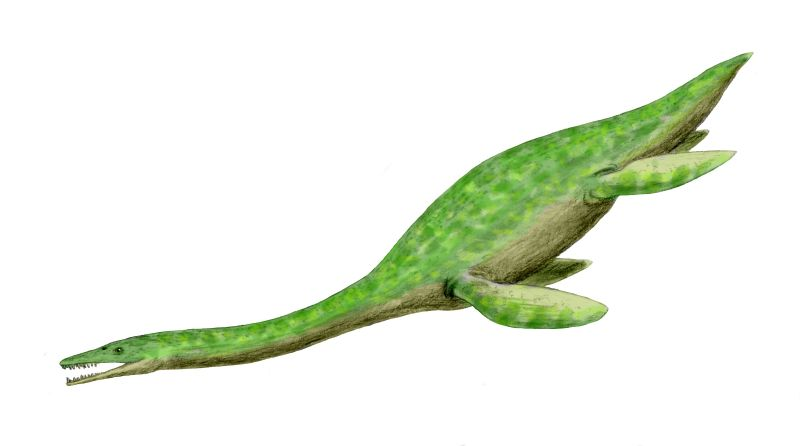
Thililua

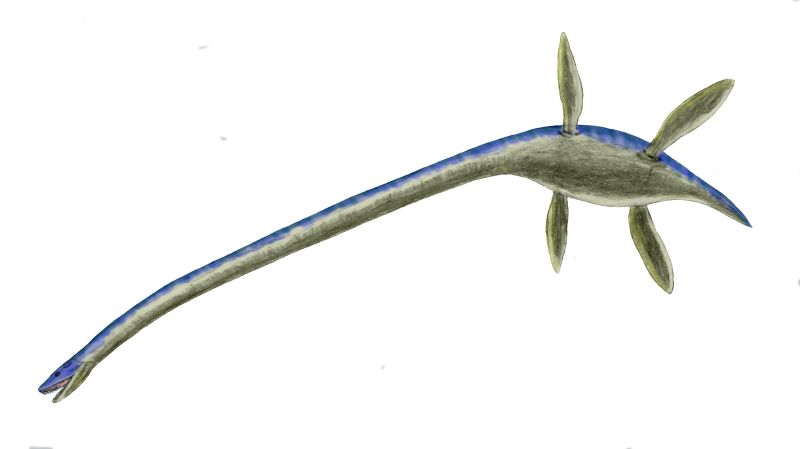
Thalassomedon

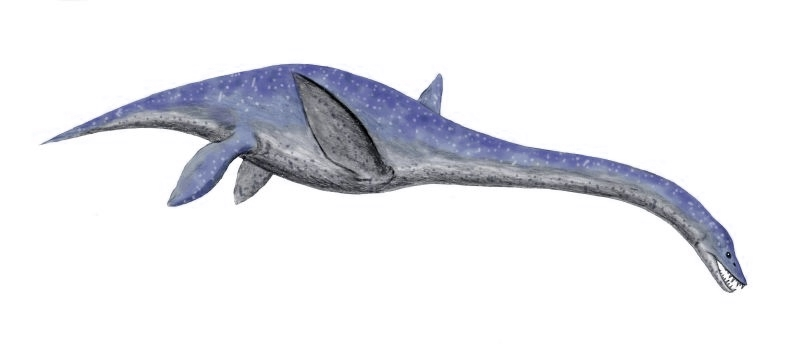
Libonectes

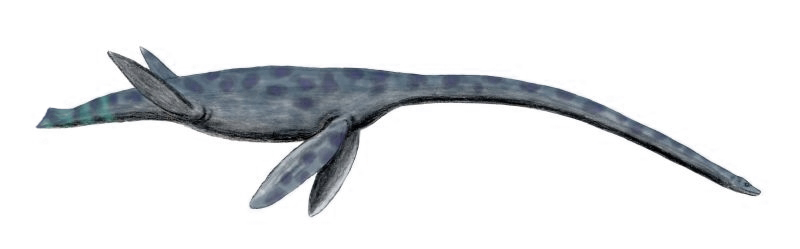
Styxosaurus

    - Subordem Plesiosauroidea (Gray, 1825) Welles, 1943 sensu O'Keefe, 2001
      - Plesiopterys O'Keefe, 2004
      - Família Plesiosauridae Gray, 1825 sensu O'Keefe, 2001
        - Attenborosaurus Bakker, 1993
        - Plesiosaurus De la Beche e Conybeare, 1821

      - (Unranked) Euplesiosauria O'Keefe, 2001
        -  ? Sthenarosaurus Watson, 1911 (nomen dubium)
        -  ? Eretmosaurus Seeley, 1874
        -  ? Leurospondylus Brown, 1913
        - Superfamília Cryptoclidoidea Williston, 1925 sensu O'Keefe, 2001
          - Família Cryptoclididae Williston, 1925 sensu O'Keefe, 2001
            -  ? Tatenectes O’Keefe & Wahl, 2003
            -  ? Colymbosaurus Seeley, 1874
            - Cryptocleidus Seeley, 1892
            - Muraenosaurus Seeley, 1874
            - Pantosaurus Marsh, 1891
            - Vinialesaurus Gasparini, Bardet e Iturralde-Vinent, 2002

          - (Unranked) Tricleidia O'Keefe, 2001
            - Família Tricledidae Nova
              - Tricleidus Andrews, 1909

            - Família Cimoliasauridae Delair, 1959 sensu O'Keefe, 2001
              -  ? Aristonectes Cabrea, 1941
              - Kaiwhekea Cruickshank e Fordyce, 2002
              - Kimmerosaurus Brown, 1981
              - Cimoliasaurus Leidy, 1851 (nomen dubium)

            - Família Polycotylidae Williston, 1909 sensu O'Keefe, 2001
              -  ? Edgarosaurus Druckenmiller, 2002
              -  ? Georgiasaurus Otschev, 1978
              - Polycotylus Cope, 1869
              - Dolichorhynchops Willison, 1903
              - Trinacromerum Cragin, 1888
              - Sulcusuchus Gasparini e Spalletti, 1990
              - Thililua Bardet, Pereda Suberbiola e Jalil, 2003

            - Família Elasmosauridae Cope, 1869 sensu Bardet, Godefroit e Sciau, 1999
              -  ? Morenosaurus Welles, 1943
              - Occitanosaurus Bardet, Godefroit e Sciau, 1999
              - Microcleidus Watson, 1911

            - Família Elasmosauridae Cope, 1869 sensu O'Keefe, 2001
              -  ? Futabasaurus Sato, Hasegawa e Manabe, 2006
              -  ? Orophosaurus Cope, 1887 (nomen dubium)
              -  ? Woolungasaurus Persson, 1960
              -  ? Ogmodirus Williston & Moodie, 1913 (nomen dubium)
              -  ? Fresnosaurus Welles, 1943
              -  ? Piptomerus Cope, 1887 (nomen vanum)
              -  ? Goniosaurus Meyer, 1860
              -  ? Mauisaurus Hector, 1874
              -  ? Aphrosaurus Welles, 1943
              -  ? Hydrotherosaurus Welles, 1943
              -  ? Hydralmosaurus Welles, 1943
              -  ? Terminonatator Sato, 2003
              -  ? Turangisaurus Wiffen & Moisley, 1986
              -  ? Thalassomedon Welles, 1943
              - Elasmosaurus Cope, 1869
              - Brancasaurus Wegner, 1914
              - Callawayasaurus Carpenter, 1999
              - Libonectes Carpenter, 1999

## Na Ficção
- O plesiossauro é supostamente o verdadeiro Monstro do Lago Ness. Embora existam provas que digam que não.
- O plesiossauro também apareceu no jogo Dino Crisis 2, como um dos chefões do jogo debaixo d'água.
- O plesiossauro também apareceu em Zyuden Sentai Kyoryuger como o Zyudenryu Plezuon.
- O plesiossauro também apareceu na obra de ficção científica de Júlio Verne, Viagem ao Centro da Terra.

## Popularização na mídia
Um plesiossauro aparece na obra de ficção-científica brasileira "Realidade Oculta".